# Анна-Марія Бучек
Анна-Марія Бучек (пол. Anna Maria Buczek; нар. 1983, Венґожево) — польська актриса театру та кіно, яка зіграла одну з головних ролей у серіалі Наші пані у Варшаві.

## Біографія
У 2005 році закінчила з відзнакою Акторський Факультет Театральної академії імені Александра Зельверовича у Варшаві.
Українському глядачеві Анна-Марія Бучек стала відома у 2016 році, коли польський комедійно-драматичний телесеріал Наші пані у Варшаві (пол. Dziewczyny ze Lwowa), у якому вона знялась у ролі Світлани, був показаний на телеканалі 1+1.

## Фільмографія
- 2010 — Танцювальний марафон, місіс Данусія
- 2009 — Польсько-російська війна, як голос за кадром фільму
- 2008 — 0 1 0, Анна, сестра Петра
- 2007 — Завтра ми йдемо до кінотеатру, Вієза, служанка Волосовського
- 2005 — Лулуш (Didou) (дубляж)
- 2005 — Ода до радості, Беата
- 2003 — Погода на завтра
- 2003 — Розмова, Юстич

## Серіали
- з 2015 — Дівчата зі Львова, Світлана (головна роль)
- 2014 — Лікарі вночі, медсестра (епізоди 1-2, 4, 6, 8)
- 2014 — Медсестри (оповідання)
- 2014 — Подруги, Софія Петрівна, працівниця соціальної служби (епізод 29)
- 2010—2011 — Скучні люди, претендентка на «Ріту»
- 2010 — Рятувальники, секретарка в офісі охоронця
- 2010 — Готель 52, Патриція (епізод 24)
- 2010 — Смуток долі, прибиральниця в готелі (епізоди 1, 7 і 10)
- 2009 — Пристань, подруга Маріли
- 2008 — Третій офіцер, Анета Коваль
- 2008—2009 — Зараз, або ніколи!, секретарка головного редактора «Слона» («Afery»)
- 2008—2009 — Епоха честі, ув'язнена в'язниці « Павяка
- 2008—2009 — 39 з половиною, сусідка віолончелістка
- 2007 — Матусі, Лідка
- 2007 — Привіт Ганс!
- 2006—2008 — Хлопці прийняти, Івонка — подруга Джеребі
- 2006 — Офіцери, прибиральниця
- 2005—2008 — Експертиза життя, Рената Гугала
- 2005—2006 — Варто кохати, Джоанна Масковська
- 2005—2006 — Можливість, Ула Маєвська
- 2004—2006 — Буліонери, підліток без квитка
- 2003—2005 — Чого бояться чоловіки, або секс у меншому місті, Джолі
- 2003—2008 — Далеко від носилок
- 2003—2009 — Загальна, клерк
- 2002—2003 — Касія і Томек, гостя у новорічну ніч
- 2002—2010 — Життя, Клара, няня Юстинки
- 2000—2010 — М, як любов, медсестра
- 2000 — Будинок священика, дівчина
- 1997 — Клан

## Театр
- 2009/2010 — роль Agafii Tichonwnej у виставі „Одруження“ (реж. Григорій Вишневський), Новий Театр у Познані
- 2009/2010 — роль Катрін у виставі „Пам'ять води“ (реж. Григорій Вишневський), Новий Театр у Познані
- 2007/2008/2009 — роль Саллі у виставі „Наступний“ (за Виткация в реж Евеліни Горець-Кауфман) Театр la M.ort у Варшаві
- 2007 — роль Олі і роль Maśki у виставі „Край“ (реж. Петро Новак) — Театр Студія у Варшаві
- 2006/2007/2008/2009 — роль Марії у виставі „Філософія після góralsku“ (реж. Ірина Джун), Театр-Студія у Варшаві
- 2005/2006 — роль Секретарки у виставі під назвою „Архів“ (реж. Петро Лазаркевич.) Міський Театр у Гдині імені Вітольда»
- 2005 — роль Нареченої у виставі «Покоління» (реж. Петро Лазаркевич.), Театр Collegium Nobilium у Варшаві
- 2004/2005 — роль Wasilisy Karpownej у виставі під назвою «Перервана пісня» на основі «На дні» Максима Горького (реж. Єгор Komasa), Театр Collegium Nobilium у Варшаві
- 2003/2004 — роль Франка у виставі під назвою «У п'ятницю ввечері» (реж. Агнешка Глінська), Театр Collegium Nobilium у Варшаві